# G Suite for Education
Google Suite for Education är en kommersiell tjänst från Google som erbjuder en uppsättning av deras produkter. Tjänsten kombinerar molntjänster med lokalt körda applikationer. Det finns två lösningar för tjänsten: Kostnadsfri eller Enterprise-utgåvan 

## Historik
G Suite for Education, GSFE, är en Google produkt som började med namnet GAFE (Google Apps for Education) och våren 2015 godkände Datainspektionen Google Apps for Education för svenska skolor. 

## Produkter
Googles produktivitetssvit finns som G Suite Enterprise, Business, Education, Nonprofits eller Drive Enterprise. G Suite är en molntjänst, som är Googles motsvarighet till Microsofts Office 365 och Apples Iwork. Tjänsten kombinerar molntjänster med lokalt installerade Android applikationer. Det finns numera två utgåvor för utbildning och skolor: Kostnadsfri eller Enterprise-utgåvan . Den nyare G Suite Enterprise for Education inkluderar premiumverktyg som förbättrad säkerhet och datakontroll samt undervisningsverktyg som plagiatrapporter och kommunikationsverktyg med företagstjänster, till exempel livestreaming i Hangouts Meet . För domänlicensiering krävs Chrome management licenser, vilket tillåter skolor att hantera organisationens Chrome-enheter från enhetshanteringen i Googles administratörskonsol.